# Ferkane
Ferkane (în arabă فركان) este o comună din provincia Tébessa, Algeria.
Populația comunei este de 5.370 de locuitori (2008).